# Paul Nikolai Ehlers
Paul Nikolai Ehlers (* 20. November 1920 in Riga; † 19. Februar 2007 in Wuppertal) war ein deutscher Chirurg.

## Leben
Als Sohn des Juristen und Ministerialdirigenten Herbert Ehlers und seiner Ehefrau Zoe Ehelers, geborene von Kowaleff besuchte Paul N. Ehlers das Deutsche Klassische Gymnasium in Riga, das er 1939 mit dem Abitur abschloss. Es folgte ein Studium der Medizin und Rechtswissenschaften in Riga, Wien, Berlin und Erlangen.
Die Approbation erlangte er 1947, die Promotion zum Dr. med. an der Universität Erlangen im gleichen Jahr. An der Universität Heidelberg habilitierte er sich 1959. Als Privatdozent war er dort seit 1959 tätig. Bis zum Jahre 1962 arbeitete er als Oberarzt an der Chirurgischen Universitätsklinik Heidelberg. 1965 wurde er zum außerordentlichen Professor ernannt.
Von 1962 bis 1985 leitete er als Direktor die Chirurgische Klinik des Klinikums Barmen in Wuppertal. Nach seinem Ableben am 19. Februar 2007 fand er seine letzte Ruhe auf dem Friedhof an der Staubenthaler Straße in Wuppertal-Ronsdorf.
Paul Nikolai Ehlers war evangelisch und hatte zwei Söhne (Alexander, später Jurist und Mediziner, und Peter Nikolai Ehlers).

## Paul Nikolai Ehlers-Stiftung
2005 wurde die Paul Nikolai Ehlers Stiftung in München gegründet. Das Leitmotiv der Stiftung ist „Kinder brauchen eine Zukunft“. Daher unterstützt die Paul Nikolai Ehlers-Stiftung Projekte, die Kinder sowohl im medizinischen als auch im pädagogischen Bereich fördern. Die Stiftung konzentriert sich auf Projekte in Deutschland und Russland und möchte somit zur Freundschaft und Verständigung zwischen beiden Ländern beitragen. Die Stiftung förderte zum Beispiel die Initiative Pskow, die Junior-Uni Wuppertal, und das Projekt Jedem Kind ein Instrument. Die Stiftung wird geleitet vom Vorstand, dem u. a. Susanne Porsche und der Stiftungsgründer Alexander Ehlers angehören. Dem Kuratorium der Stiftung gehört u. a. Barbara von Johnson an, die die zwei Figuren im Logo der Paul Nikolai Ehlers Stiftung entwarf. Die Schirmherrschaft übernahm Wolfgang Heubisch, Bayerischer Staatsminister für Wissenschaft, Forschung und Kunst a. D.

## Schriften
- Die Praxis der Sterilisierungsprozesse in den Jahren 1934 - 1945 unter besonderer Berücksichtigung der Erbgesundheitsgerichte Duisburg und Wuppertal, 1994 ISBN 3894810661

## Referenzen
- Walter Habel (Begründer): Wer ist Wer? Das deutsche Who's who. 33. Ausgabe. Schmidt-Römhild, Lübeck 1993, ISBN 3-7950-2013-1 (früherer Titel: Wer ists?).
- Anzeige in der FAZ vom 21. Februar 2007.

## Quelle
- Ehlers Lebenslauf (Memento vom 3. September 2013 im Internet Archive), Webarchiv. Abgerufen am 8. März 2017.